# فرودگاه مانینگریدا
فرودگاه مانینگریدا (به انگلیسی: Maningrida Airport) یک فرودگاه همگانی با کد یاتا MNG است که یک باند فرود آسفالت دارد و طول باند آن ۱۵۳۰ متر است. این فرودگاه در کشور استرالیا قرار دارد و در ارتفاع ۳۷ متری از سطح دریا واقع شده‌است.

## شرکت‌های هواپیمایی و مقصدهای پروازی
| شرکت‌های هواپیمایی | مقصدهای پروازی |
| ----------------- | -------------- |
| ایرنورث           | داروین         |